# The Lieutenant
The Lieutenant è una serie televisiva statunitense in 29 episodi trasmessi per la prima volta nel corso di una sola stagione dal 1963 al 1964.
È una serie del genere drammatico incentrata sulle vicende del personale di un corpo dei Marines durante la guerra fredda, in particolare su quelle del tenente William 'Bill' Rice, capo plotone di fucilieri e uno degli istruttori per l'addestramento a Camp Pendleton.

## Trama
Il tenente William 'Bill' Rice è un neo-laureato dell'Accademia Navale degli Stati Uniti assegnato il suo primo comando, quello di un plotone di fucilieri a Camp Pendleton. Rice si presenta come un giovane, attraente, colto, uomo idealista che ha comunque ancora molto da imparare dai colleghi più anziani. Tra gli altri personaggi ricorrenti: il comandante di battaglione Raymond Rambridge, il tenente colonnello Clinton Hiland e sua figlia Nan, che flirta con Rice.

## Episodi
| Stagione       | Episodi | Prima TV USA |
| -------------- | ------- | ------------ |
| Prima stagione | 29      | 1963-1964    |

## Personaggi e interpreti

### Personaggi principali
- Tenente William 'Bill' Rice (29 episodi, 1963-1964), interpretato da Gary Lockwood.
- Capitano Raymond 'Ray' Rambridge (29 episodi, 1963-1964), interpretato da Robert Vaughn.

### Personaggi secondari
- Caporale Kagey (4 episodi, 1963-1964), interpretato da John Milford.
- Tenente Stanley Harris (3 episodi, 1963-1964), interpretato da Don Penny.
- maggiore Barker (3 episodi, 1963-1964), interpretato da Henry Beckman.
- Farley Crosse (2 episodi, 1963-1964), interpretato da Bob Davis.
- Colonnello Clinton Hiland (2 episodi, 1963-1964), interpretato da Richard Anderson.
- Cianciola (2 episodi, 1963-1964), interpretato da Christopher Connelly.
- Paula (2 episodi, 1963-1964), interpretata da Maureen Dawson.
- Soldato Matthews (2 episodi, 1963-1964), interpretato da Frank Gardner.
- Sergente Horace Capp (2 episodi, 1963-1964), interpretato da James Gregory.
- Dennis (2 episodi, 1963-1964), interpretato da Paul Mantee.
- Detective Harmon (2 episodi, 1963-1964), interpretato da Larry Thor.
- Elsie Hammond (2 episodi, 1963-1964), interpretata da Joan Tompkins.
- Tenente Tait (2 episodi, 1963), interpretato da Richard Jeffries.
- Tenente Barry Everest (2 episodi, 1963), interpretato da Yale Summers.
- Jan (2 episodi, 1964), interpretato da Carey Foster.
- Anderson (2 episodi, 1964), interpretato da Lew Gallo.
- Helen (2 episodi, 1964), interpretata da Sandra Grant.

## Produzione
La serie, ideata da Gene Roddenberry, fu prodotta da Arena Productions e MGM Television e girata negli studios della Metro-Goldwyn-Mayer a Culver City in California. Le musiche furono composte da Jeff Alexander.

### Registi
Tra i registi sono accreditati:
- Vincent McEveety in 5 episodi (1964)
- Andrew V. McLaglen in 4 episodi (1963-1964)
- Don Medford in 3 episodi (1963)
- David Alexander in 2 episodi (1963-1964)
- Leon Benson in 2 episodi (1963-1964)
- Robert Butler in 2 episodi (1963-1964)
- Richard Donner in 2 episodi (1963-1964)

### Sceneggiatori
Tra gli sceneggiatori sono accreditati:
- Gene Roddenberry in 29 episodi (1963-1964)
- Lee Erwin in 2 episodi (1963-1964)
- Sy Salkowitz in 2 episodi (1963-1964)
- Robert J. Shaw in 2 episodi (1964)

## Distribuzione
La serie fu trasmessa negli Stati Uniti dal 14 settembre 1963 al 5 settembre 1964 sulla rete televisiva NBC. È stata distribuita anche in Spagna con il titolo El teniente.
The Lieutenant ottenne buoni risultati negli ascolti, considerando la concorrenza di The Jackie Gleason Show della CBS. Il programma aveva occupato la fascia oraria precedentemente detenuta dal legal drama Sam Benedict, interpretato da Edmond O'Brien e Richard Rust (che appare come guest star in un episodio di The Lieutenant). Nonostante il successo, la serie fu comunque cancellato dopo una sola stagione perché, secondo Roddenberry, la guerra del Vietnam aveva influito negativamente sui tentativi di produzione di trame legate al mondo militare in televisione.